# 班頓·咸美爾
班頓·咸美爾（英語：Brendan Hamill，1992年9月18日—），是一名澳洲職業足球員，司職中堅，現效力於印度超級聯賽球會ATK莫亨巴根。
經過兩季在韓職的不如意之後，咸美爾決定回國加盟西流，不過他的表現不穩定，球隊失球頻頻。